# Wanzoule
Wanzoule (ook: Wanzoul) is een dorpje in de tot de Luikse gemeente Wanze behorende deelgemeente Vinalmont.
Tot 1553 was Wanzoule een zelfstandige parochie. Daarna werd de parochie bij die van Vinalmont gevoegd. In de nabijheid zijn de steengroeven waar Naamse steen wordt gewonnen. Veel bouwwerken in het dorp zijn uit blokken van dit materiaal opgetrokken. De troepen van Lodewijk XIV hebben hier veel verwoestingen aangericht. De huizen zijn allemaal vanaf begin 18e eeuw. 

## Bezienswaardigheden
- De Voormalige kapel van Wanzoule werd in de 12e eeuw gesticht. In 1543 begon de bouw van een nieuwe kapel die in 1548 werd gewijd. In 1869 werd hij vervangen door de nieuwe Sint-Barbarakapel. De oude kapel is nog gedeeltelijk aanwezig.
- Het Kasteel van Wanzoule werd in 1853 gebouwd in neoclassicistische stijl. Hiervan rest het centrale woongedeelte. Twee torens werden bijgebouwd in 1933 respectievelijk 1937. Het kasteel kijkt uit over het dorp.

## Natuur en landschap
Nabij het dal van de Mehaigne vindt men steengroeven waar Naamse steen wordt gewonnen. In de rotswanden zijn diverse grotten aanwezig. De hoogte aan de nieuwe Sint-Barbarakapel bedraagt 200 meter.

## Nabijgelegen kernen
Vinalmont, Fumal, Moha, Wanze